# Tumbaden (distrito)
Tumbaden é um distrito do Peru, departamento de Cajamarca, localizada na província de San Pablo.

## Transporte
O distrito de Tumbaden é servido pela seguinte rodovia:
- PE-3N, que liga o distrito de La Oroya (Região de Junín) à Puerto Vado Grande (Fronteira Equador-Peru) no distrito de Ayabaca (Região de Piura)
- PE-3NB, que liga a cidade ao distrito de Bambamarca
- PE-8A, que liga o distrito de Chilete à cidade de Cajamarca[1][2][3]